# Średnia biegowa
Średnia biegowa (też średnia na bieg, biegopunktówka) - w sporcie żużlowym: średnia punktów, jaką zawodnik zdobywa podczas jednego wyścigu. W tradycyjnej punktacji przyjmuje wartości od 3 (maksymalna) do 0. Obliczanie średniej ogranicza się właściwie tylko do rozgrywek ligowych.
W Polsce średnia biegowa służyła do pewnego czasu jedynie popularnemu w prasie i wśród kibiców porównywaniu zawodników. Od 1999 roku mniej lub bardziej regularnie wykorzystuje się ją także jako podstawę obliczenia kalkulowanej średniej meczowej (KSM), mającej na celu ograniczanie liczby zawodników o wysokiej średniej przypadającej na ten sam zespół.
Średnią biegową oblicza się w następujący sposób:
{\displaystyle SB={\frac {PKT+BON}{B}}}
gdzie:
SB - średnia biegowa (wyrażona zwykle jako punkty/bieg).

PKT - suma punktów wywalczonych na torze.

BON - suma punktów bonusowych.

B - liczba biegów, w jakich wziął udział zawodnik, wliczając w to również biegi nieukończone z powodu: wykluczeń, upadków, defektów.
Wynik dzielenia zaokrągla się do 3 miejsc po przecinku dziesiętnym. 
Za biegi nieukończone z powodu wykluczenia uważa się także biegi, w których:
- zawodnik nie stanął na starcie z powodu wcześniejszego wykluczenia (wykluczenie z określonych biegów bądź do końca zawodów);
- zawodnikowi odebrano punkty w wyniku weryfikacji biegu lub meczu;
- zawodnik został wykluczony za dotknięcie motocyklem taśmy maszyny startowej i zastąpiony w biegu powtórzonym zawodnikiem rezerwowym.

Przy obliczaniu średniej biegopunktowej, punkty zdobyte w biegu przez zawodnika złotej rezerwy taktycznej dzielone są przez 2. 
Uważa się, że zawodnik nie wziął udziału w biegu, jeżeli nie stanął na starcie biegu powtórzonego z powodu niezawinionej kontuzji.